# Тавада Йоко
Йоко Тавада (яп. 多和田葉子, нім. Yōko Tawada, 23 березня 1960, Токіо) — японська та німецька письменниця, пише японською та німецькою мовами.

## Біографія
Народилася в родині книгаря в Токіо. Навчалася в Університеті Васеда. З 1982 року продовжила навчання в Гамбурзі, де займалася сучасною німецькою літературою. Здобула ступінь доктора філології в Цюрихському університеті (керівник: професорка Зігрід Вайдель, 2000). 1986 року з'явилася її перша публікація в збірнику «Японська читанка» (Japan-Lesebuch). Перша книжка німецькою вийшла друком 1987 року: двомовна збірка віршів і прози «Де б ти не був, скрізь порожнеча». Перша книжка японською — 1991 року. Виступає як поетеса, прозаїк, драматург, часто співпрацює з художниками і музикантами. За її лібрето написав оперу сучасний австрійський композитор Петер Аблінгер.
З 2006 мешкає в Берліні.

## Вибрані твори

### Японською мовою
- Sanninkankei (1991, новели)
- Inumukoiri (1993, новели)
- Arufabetto no kizuguchi (1993, роман)
- Gottoharuto-tetsudo (1996, новели)
- Seijo-densetsu (1998, роман)
- Kitsunetsuki (1998, вірші в прозі)
- Hikon (1998, роман)
- Futakuchiotoko (1998, новели)
- Katakoto no uwagoto (1999, есе)
- Hinagiku no cha no baai (2000, новели)

### Німецькою мовою
- Nur da wo du bist da ist nichts (1987, вірші та проза)
- Das Bad (1989, повість)
- Wo Europa anfängt (1991, вірші та проза)
- Die Kranichmaske die bei Nacht strahlt (1993, п'єса)
- Tintenfisch auf Reisen (1994, новели)
- Talisman (1996, есе)
- Aber die Mandarinen müssen heute abend noch geraubt werden (1997, проза, вірші, сни)
- Wie der Wind in Ei (1997, п'єса)
- Orpheus oder Izanagi. Till (1998, п'єса)
- Opium für Ovid, ein Kopfkissenbuch für 22 Frauen (2000, проза)
- Überseezungen (2002, проза)
- Das nackte Auge (2004, новели)
- Was ändert der Regen an unserem Leben? (2005)
- Sprachpolizei und Spielpolyglotte (2007)
- Schwager in Bordeaux (2008)
- Das Bad. Zweisprachige Neuausgabe, japanisch-deutsch (2010)
- Abenteuer der deutschen Grammatik (2010, вірші)
- Fremde Wasser. Hamburger Gastprofessur für Interkulturelle Poetik. Vorlesungen von Yoko Tawada und wissenschaftliche Beiträge über ihre Poetik (2012)

## Українські переклади
Йоко Тавада. Мемуари білих ведмедів. Переклад: Ірина Загладько та Анна Савченко — Київ: Видавництво, 2019.